# Carmen Angulo
Carmen Angulo (Guayaquil, Ecuador, 17 de septiembre de 1970) es una actriz afroecuatoriana de teatro, cine y televisión, lleva más de 30 años en el teatro.

## Carrera

### Televisión
Fue parte de la novela Blanco y negro junto a Richard Barker, la cual estaba basada en los problemas raciales de los afrodescendientes. 
Fue parte de las novelas Amores que matan y Yo vendo unos ojos negros de Ecuavisa, junto a actrices como Maricela Gómez, Toty Rodríguez y Giovanna Andrade. 
También fue parte de la teleserie De la vida real y realizó una actuación especial en la novela El secreto de Toño Palomino. 
En Tc Televisión fue parte del programa cómico El Condominio donde interpretó a Leticia, y luego interpretó a Mónica en la telenovela Fanatikda. 
Así mismo integró el elenco de la comedia Los Tostadams, la cual inicialmente era parte del programa Granados en pijamas y una parodia de La familia Adams. 
También fue parte de la telenovela Estas secretarias. Fue parte de la serie cómica Los hijos de Don Juan donde interpretó a Madame Trouché, y también participó en la serie Cuatro Cuartos. 
En 2019 da vida a Melina Molina en la telenovela Calle amores y al año siguiente participa en Antuca me enamora.

### Cine
Fue parte de la película Prometeo deportado del director Fernando Mieles.

### Teatro
Es parte del grupo Los compadritos del Parque Histórico, con el que representan las costumbres montuvias y afrodescendientes del Ecuador.

### Otros cargos
Fue parte de la Casa de la Cultura, y destacó como parvularia en la fundación El muchacho trabajador del Banco Central, con el objetivo de erradicar el trabajo infantil. También impartió talleres de derechos y deberes que deben cumplir los ciudadanos en el Ministerio de Inclusión Económica y Social (MIES).[cita requerida]

## Vida personal
Estudió comunicación social en la FACSO, pero abandonó la carrera al tercer año luego de concebir tres hijos.

## Filmografía

### Series y Telenovelas
- Antuca me enamora (2020) - Maritza Rizos
- Calle amores (2019) - Melina Molina
- Maleteados (2018) - Bella (Nana de Alfredo)
- Cuatro cuartos (2017-2018) - Angelina Youlín Nazareno[3]
- Los hijos de Don Juan (2015-2016) - Madame Trouché
- Estas secretarias (2013-2015) - Monze
- Los Tostadams (2012) - La Abuela Tostadams [4]
- Condominio (2011) - Leticia
- Fanatikda (2010-2011) - Mónica
- El secreto de Toño Palomino (2008-2009) - Mamá de Ginger
- Amores que matan (2005)
- Yo vendo unos ojos negros (2004)
- De la vida real (2001-2005)
- Blanco y negro (2000)

### Cine
- Prometeo deportado (2010)
- El milagro de Coromoto (2006) - Ana